# Triuggio
Triuggio – miejscowość i gmina we Włoszech, w regionie Lombardia, w prowincji Monza i Brianza.
Według danych na rok 2004 gminę zamieszkiwały 7674 osoby, 959,2 os./km².